# 성 아나니아의 집
성 아나니아의 집 또는 성 아나니아의 예배당(아랍어: كَنيسَةُ الْقِدِّيسِ حَنَانِيَا)은 시리아 다마스쿠스에 있는 고대 지하 건축물로, 아나니아가 사울(사도 바울이 된 사람)에게 세례를 주었던, 다마스쿠스의 아나니아의 집 유적이라고 전해진다. 건물은 밥 샤르키 (동문) 근처에 곧은 길이라 불리는 거리의 끝에 있다. 2010년 기준으로, 이 건축물은 여전히 교회로 사용되고 있다.

## 역사
1921년 고고학적 발굴을 통하여, 서기 5세기에서 6세기의 비잔틴 교회 유적이 발견되었고, 이 예배당이 초기 기독교 기원이라는 현지의 전통을 뒷받침하는 물리적 증거를 추가했다.

## 갤러리

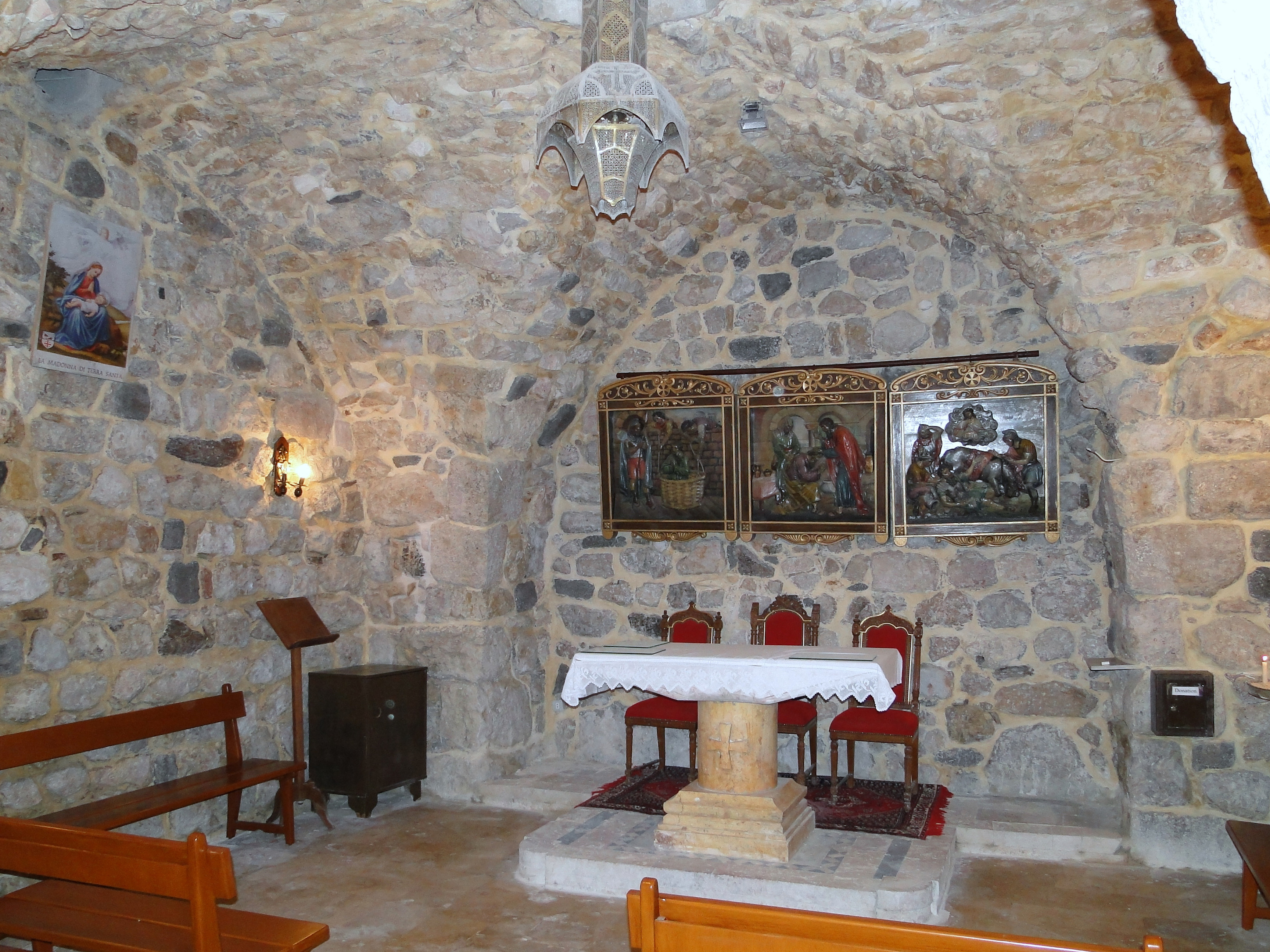
성 아나니아의 예배당 내부
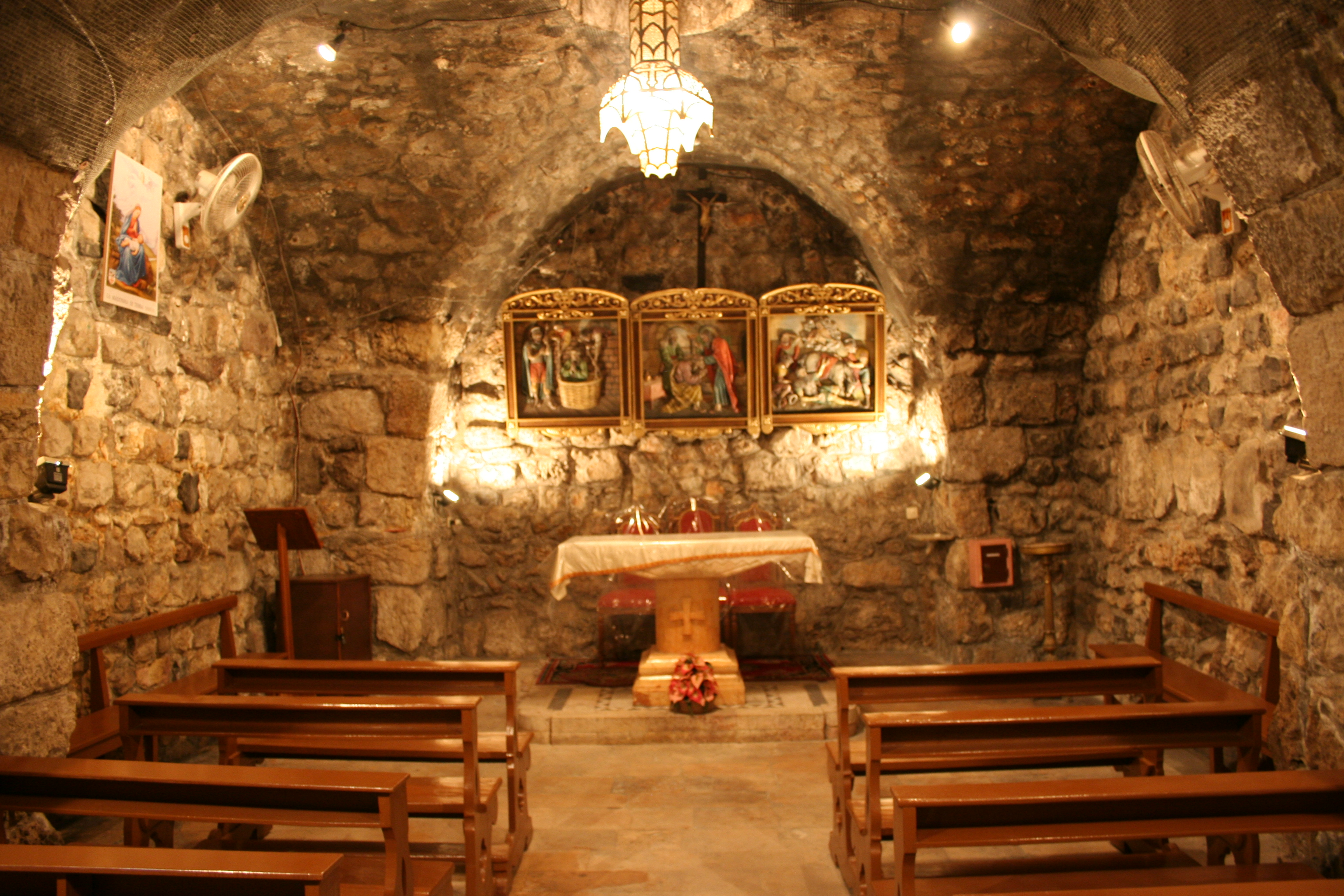
성 아나니아의 교회의 내부
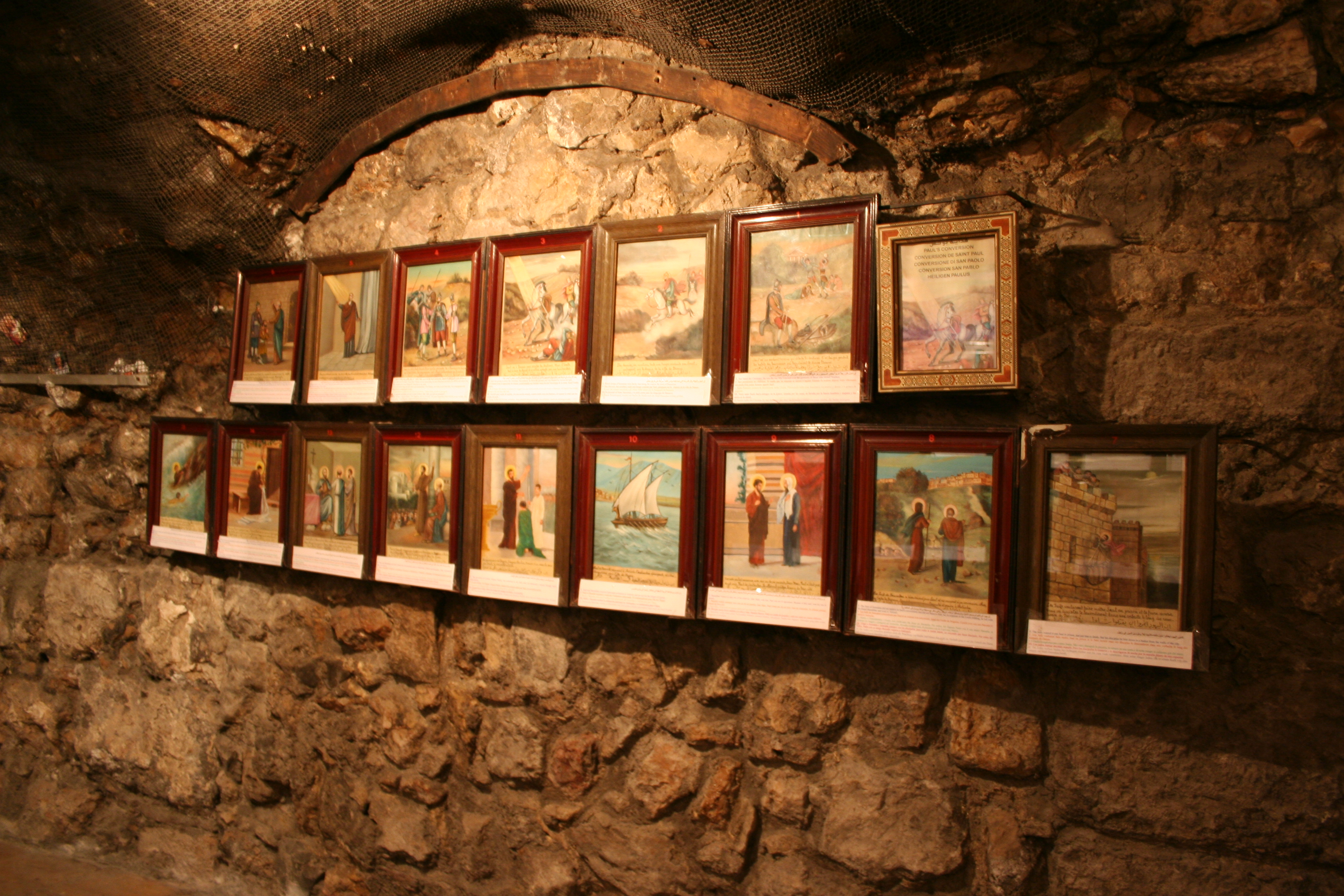
성 아나니아의 이야기 구성 배치도